# Katarina Ovca Smrkolj
Katarina Ovca Smrkolj, slovenski politik, * 16. marec 1949
Med letoma 1997 in 2002 je bila članica Državnega sveta Republike Slovenije.